# 佐合潔
佐合 潔（さあい きよし、1973年2月9日 - ）は、三重県生まれのオートバイ選手。国際A級モトクロスライダー/モタードA級ライダー。
元全日本モトクロス選手権125ccクラスチャンピオンで、現在はMOTO1オールスターズやアメリカ(AMA)で活躍するスーパーモタードライダーである。

## 戦歴
- 1990年 - MFJモトクロス国際A級クラスに昇格
- 2000年 - MFJ全日本モトクロス選手権IA125ccクラスチャンピオン
- 2005年
  - MOTO1オールスターズ moto1クラスチャンピオン
  - MOTO1オールスターズ moto2クラス2位
- 2006年
  - MOTO1オールスターズ moto1クラス2位
  - MOTO1オールスターズ moto2クラスチャンピオン
  - MOTO1オールスターズ moto1unlimitedクラスチャンピオン
- 2007年
  - MOTO1オールスターズ moto1クラス2位
  - AMAスポット参戦 13位/6位 AMAランキング21位
- 2008年
  - MOTO1オールスターズ moto1クラス2位
  - AMAスポット参戦 7位/6位 AMAランキング16位
- 2009年
  - MOTO1オールスターズ moto1クラスチャンピオン
  - AMAスポット参戦 6位/13位/7位/6位 4戦参戦/5戦中 AMAランキング9位
- 2011年
  - MOTO1オールスターズ moto1Proクラスチャンピオン